# Brie (Ille-et-Vilaine)
Brie (bretonisch: Brev) ist eine französische Gemeinde mit 1.014 Einwohnern (Stand: 1. Januar 2022) im Département Ille-et-Vilaine in der Region Bretagne. Sie gehört zum Arrondissement Fougères-Vitré und zum Kanton Janzé. Die Einwohner werden Briens und Briennes genannt.

## Geographie
Brie liegt etwa 20 Kilometer südsüdöstlich von Rennes am Fluss Ise. Umgeben wird Brie von den Nachbargemeinden Corps-Nuds im Norden und Nordwesten, Janzé im Süden und Osten, Saulnières im Süden und Südwesten sowie Chanteloup im Westen.

## Bevölkerungsentwicklung
| Jahr                       | 1962 | 1968 | 1975 | 1982 | 1990 | 1999 | 2006 | 2017 |
| Einwohner                  | 510  | 504  | 419  | 512  | 576  | 698  | 761  | 950  |
| Quellen: Cassini und INSEE |      |      |      |      |      |      |      |      |

## Sehenswürdigkeiten
- Kirche Notre-Dame von Brie mit Ursprüngen aus dem 16. Jahrhundert mit Kanzel (Monument historique)

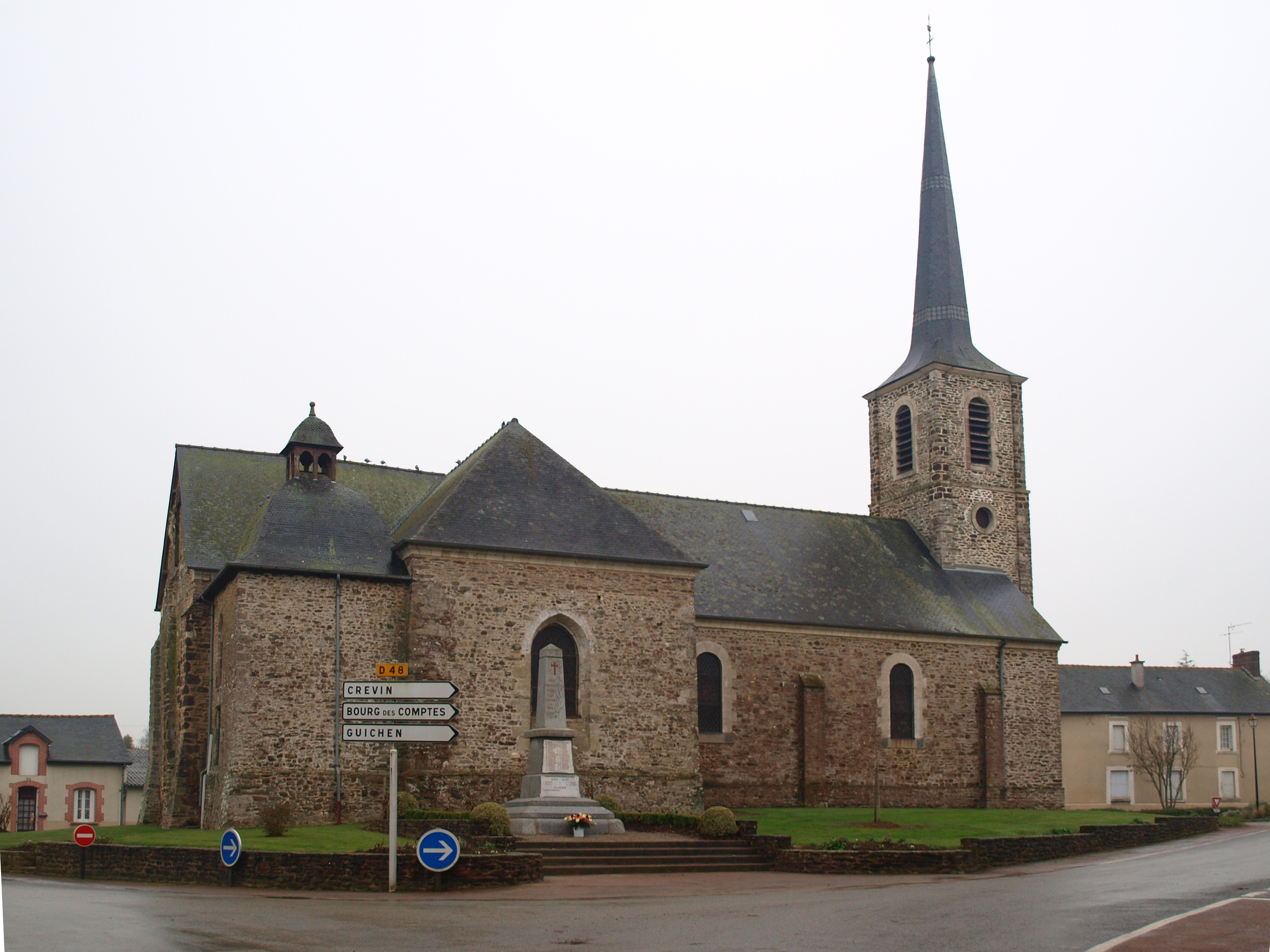
Kirche Notre-Dame